# Squalus grahami
Squalus grahami är en hajart som beskrevs av White, Last och Stevens 2007. Squalus grahami ingår i släktet Squalus och familjen pigghajar. IUCN kategoriserar arten globalt som nära hotad. Inga underarter finns listade i Catalogue of Life.